# Elecciones generales de Uruguay de 1950
Las elecciones generales de 1950 en Uruguay fueron llevadas a cabo el domingo 26 de noviembre de ese año, y tuvieron el propósito de elegir el gobierno nacional (Presidente y Vicepresidente), todos los miembros del Poder Legislativo (senadores y diputados) y las integraciones de las Juntas Departamentales y las Juntas Electorales.
Este acto eleccionario se realizó de acuerdo a lo establecido en la Constitución de 1942, y contó asimismo con una propuesta plebiscitaria de reforma constitucional, que finalmente no logró los votos necesarios para ser aprobada.

## Particularidades

De 1.168.206 ciudadanos habilitados para votar, 823.829 se expidieron para elegir alguna de las 14 fórmulas presidenciales que los distintos partidos políticos ofrecieron a la ciudadanía. En esta ocasión los partidos políticos que presentaron fórmulas presidenciales fueron el Partido Colorado, el Partido Nacional, el Partido Nacional Independiente, la Unión Cívica del Uruguay, el Partido Comunista, el Partido Socialista, el Partido Demócrata, La Concordancia Laborista, el Partido Liberal, el Partido por la defensa de los derechos ciudadanos y el Partido del Pueblo.

Catorce fórmulas presidenciales, un récord hasta entonces en las elecciones nacionales: hubo tres en el Partido Colorado, dos en el Partido Nacional y nueve por los restantes lemas. Cinco de estas no alcanzaron los 500 votos e incluso una, del Partido del Pueblo, apenas obtuvo cuatro sufragios.
Entre los colorados, comparecieron Andrés Martínez Trueba - Alfeo Brum por el quincismo; César Mayo Gutiérrez - Lorenzo Batlle Pacheco por la lista 14 y Eduardo Blanco Acevedo - Cyro Giambruno por los sectores no batllistas.
En el Partido Nacional, Luis Alberto de Herrera - Martín Echegoyen por la mayoría que seguía fiel al viejo caudillo, Salvador Estradé - Emeterio Arrospide por los grupos no herreristas. El Partido Nacional Independiente llevó la fórmula Asdrúbal Delgado - Alberto Roldán.

### Importancia de la radio

Si bien desde la década de los años 20 se comenzó a utilizar la radiodifusión con fines proselitistas, los años 50 representaron una edad dorada para el medio tras la popularización de los receptores de radio entre todos los sectores de la sociedad después de la bonanza experimentada en el país durante la década de 1940.

A partir de esta elección se hicieron comunes los jingles de los diferentes candidatos en las campañas, como avisos o como cortinas para las emisiones partidarias. De la misma forma, ganaron espacio los eslóganes, como mensajes fáciles de transmitir y de recordar.
Luis Batlle Berres utilizaba su radio Ariel para dirigirse al público y, como ejemplo, Luis Alberto de Herrera promovió su candidatura con jingles como: “Oh, señor Colón/oh que papelón, el que hará el batllismo/en esta elección”. 
También el experiodista Benito Nardone utilizó su programa en radio Rural para llegar a los productores agropecuarios y edificar una popularidad que lo llevaría a dar el salto a la política en 1958.

## Resultados
Si bien la fórmula con más adeptos fue la integrada por Luis Alberto de Herrera y Martín Echegoyen, la ley de lemas le otorgó nuevamente la victoria al Partido Colorado en las figuras de Andrés Martínez Trueba y Alfeo Brum. Asumieron la presidencia y vicepresidencia respectivamente, el 1º de marzo de 1951. Cabe destacar que poco después se votó una reforma constitucional, que instauró el ejecutivo colegiado, sin embargo, Martínez Trueba continuó al frente de este. 
En estas elecciones también quedó definida la integración de la Cámara de Senadores y la Cámara de Representantes. En la primera, el Partido Colorado obtuvo la mayoría absoluta con 17 integrantes, el Partido Nacional logró 10 miembros, el Partido Nacional Independiente 2 y la Unión Cívica del Uruguay 1. Dentro de la Cámara de Diputados, el Partido Colorado logró 53 bancas, el Partido Nacional 31, el Partido Nacional Independiente 7, la Unión Cívica del Uruguay 4 y los Partidos Comunista y Socialista, 2 bancas cada uno.

### Fórmula ganadora
|                        |                            |
|                        |                            |
| Andrés Martínez Trueba | Alfeo Brum                 |
| Candidato a Presidente | Candidato a Vicepresidente |
|                        |                            |

### Resultados electorales por candidaturas
| Partido político                                  | Candidato presidencial                        | Votos al candidato                         | Porcentaje en el total                     | Votos al partido | Porcentaje | Senadores | Diputados |         |
| ------------------------------------------------- | --------------------------------------------- | ------------------------------------------ | ------------------------------------------ | ---------------- | ---------- | --------- | --------- | ------- |
| Partido Colorado                                  | Andrés Martínez Trueba - Alfeo Brum           | 161.262                                    | 19,58%                                     | 433.454          | 52,61%     | 17/30     | 53/99     |         |
| Partido Colorado                                  | César Mayo Gutiérrez - Lorenzo Batlle Pacheco | 150.930                                    | 18,32%                                     | 433.454          | 52,61%     | 17/30     | 53/99     |         |
| Partido Colorado                                  | Eduardo Blanco Acevedo - Cyro Giambruno       | 120.949                                    | 14,68%                                     | 433.454          | 52,61%     | 17/30     | 53/99     |         |
| Partido Colorado                                  | Votos al lema                                 | 313                                        | 0,04%                                      | 433.454          | 52,61%     | 17/30     | 53/99     |         |
| Partido Nacional                                  | Luis Alberto de Herrera - Martín Echegoyen    | 253.077                                    | 30,72%                                     | 254.834          | 30,93%     | 10/30     | 31/99     |         |
| Partido Nacional                                  | Salvador Estradé - Emeterio Arrospide         | 1.421                                      | 0,17%                                      | 254.834          | 30,93%     | 10/30     | 31/99     |         |
| Partido Nacional                                  | Votos al lema                                 | 336                                        | 0,04%                                      | 254.834          | 30,93%     | 10/30     | 31/99     |         |
| Partido Nacional Independiente                    | Asdrúbal Delgado - Alberto Roldán             | Asdrúbal Delgado - Alberto Roldán          | Asdrúbal Delgado - Alberto Roldán          | 62.701           | 7,61%      | 2/30      | 7/99      |         |
| Unión Cívica del Uruguay                          | Juan Vicente Chiarino - Julio García Otero    | Juan Vicente Chiarino - Julio García Otero | Juan Vicente Chiarino - Julio García Otero | 36.100           | 4,40%      | 1/30      | 4/99      |         |
| Partido Comunista del Uruguay                     | Eugenio Gómez - Emilio Costa                  | Eugenio Gómez - Emilio Costa               | Eugenio Gómez - Emilio Costa               | 19.026           | 2,31%      | 0/30      | 2/99      |         |
| Partido Socialista del Uruguay                    | Emilio Frugoni - Ulises Riestra               | Emilio Frugoni - Ulises Riestra            | Emilio Frugoni - Ulises Riestra            | 17.401           | 2,11%      | 0/30      | 2/99      |         |
| Partido Demócrata                                 | Elbio Rivero - José Percovich                 | Elbio Rivero - José Percovich              | Elbio Rivero - José Percovich              | 242              | 0,03%      | 0/30      | 0/99      |         |
| La Concordancia Laborista                         | Domingo Tortorelli - Anatolia Manrupe         | Domingo Tortorelli - Anatolia Manrupe      | Domingo Tortorelli - Anatolia Manrupe      | 38               | 0,01%      | 0/30      | 0/99      |         |
| Partido Liberal                                   | Luis Strazzarino - Francisco Reboredo         | Luis Strazzarino - Francisco Reboredo      | Luis Strazzarino - Francisco Reboredo      | 23               | 0,00%      | 0/30      | 0/99      |         |
| Partido por la defensa de los derechos ciudadanos | Ramón Rodríguez Socas - José dall'Orso        | Ramón Rodríguez Socas - José dall'Orso     | Ramón Rodríguez Socas - José dall'Orso     | 6                | 0,00%      | 0/30      | 0/99      |         |
| Partido del Pueblo                                | Froilan Aguilar - José Victorio Puig          | Froilan Aguilar - José Victorio Puig       | Froilan Aguilar - José Victorio Puig       | 4                | 0,00%      | 0/30      | 0/99      |         |
| Total de votos validos                            | Total de votos validos                        | Total de votos validos                     | Total de votos validos                     | 823.829          | 823.829    | 823.829   | 823.829   | 823.829 |

## Elecciones municipales

Resultados finales de las elecciones departamentales de 1950:
Partido Colorado
Partido Nacional

Simultáneamente se eligieron 19 gobiernos departamentales. Estuvo vigente el sistema por el cual se podían presentar lemas departamentales para elegir candidatos según conveniencia local (a diferencia de otras elecciones, en las cuales sólo se podían postular candidatos por lemas nacionales). Esta legislación habilitó a miembros del Partido Nacional y del Partido Nacional Independiente a presentar un candidato común a nivel municipal en varios departamentos, con lemas como "Unión Blanca por la Reconquista de Paysandú", "Unión Blanca de Treinta y Tres" o "Partido Concentración Blanca de San José". No obstante esta situación, el partido colorado obtuvo la mayoría de las intendencias del país, alcanzando la victoria en 12 de un total de 19, y logrando una total hegemonía al norte del Río Negro, así como en la capital del país.

### Artigas
El intendente electo Aníbal F. Damasco del Partido Colorado, renunció al ser convocado, proclamándose en su lugar a su primer suplente, Hortacilio Brum.
| Partido político               | Candidato              | Votos al candidato | Votos al partido |
| ------------------------------ | ---------------------- | ------------------ | ---------------- |
| Partido Colorado               | Anacleto Cornelius     | 3.723              | 10.735           |
| Partido Colorado               | Simón Zunín Padilla    | 513                | 10.735           |
| Partido Colorado               | Aníbal F. Damasco      | 6.489              | 10.735           |
| Partido Colorado               | Votos al lema          | 10                 | 10.735           |
| Partido Nacional               | José Luis Ugartamendía | 2.122              | 3.937            |
| Partido Nacional               | Gregorio Lima          | 1.815              | 3.937            |
| Partido Nacional Independiente | Manuel Jesús González  | 695                | 695              |
| Unión Cívica del Uruguay       | Manuel M. Queiruga     | 753                | 753              |
| Partido Comunista              | Casimiro Soto          | 49                 | 49               |
| Partido Socialista             | Manuel Xavier          | 34                 | 34               |

### Canelones
| Partido político                 | Candidato          | Votos al candidato | Votos al partido |
| -------------------------------- | ------------------ | ------------------ | ---------------- |
| Partido Colorado                 | Rivera Berreta     | 19.912             | 35.175           |
| Partido Colorado                 | Abel Theoduloz     | 15.246             | 35.175           |
| Partido Colorado                 | Votos al lema      | 17                 | 35.175           |
| Unión Vecinal (Partido Nacional) | José Torres García | 23.037             | 29.558           |
| Unión Vecinal (Partido Nacional) | Saturnino A. Ríos  | 6.211              | 29.558           |
| Unión Vecinal (Partido Nacional) | Gualberto Torres   | 306                | 29.558           |
| Unión Vecinal (Partido Nacional) | Votos al lema      | 4                  | 29.558           |
| Partido Nacional Independiente   | Juan J. Percovich  | 1.715              | 1.715            |
| Unión Cívica del Uruguay         | Juan B. Irulegui   | 1.629              | 1.629            |
| Partido Comunista                | José Viñoles       | 466                | 466              |
| Partido Socialista               | Vivian Trías       | 203                | 203              |

### Cerro Largo
| Partido político                                    | Candidato                | Votos al candidato | Votos al partido |
| --------------------------------------------------- | ------------------------ | ------------------ | ---------------- |
| Partido Colorado                                    | Leonel Arambillete       | 5.169              | 9.667            |
| Partido Colorado                                    | Rincón Artigas           | 4.497              | 9.667            |
| Partido Colorado                                    | Votos al lema            | 1                  | 9.667            |
| Partido General Aparicio Saravia (Partido Nacional) | Saviniano Pérez          | 10.025             | 13.440           |
| Partido General Aparicio Saravia (Partido Nacional) | Rufino Pérez             | 722                | 13.440           |
| Partido General Aparicio Saravia (Partido Nacional) | Ulises Collazo           | 2.691              | 13.440           |
| Partido General Aparicio Saravia (Partido Nacional) | Votos al lema            | 2                  | 13.440           |
| Partido Nacional Independiente                      | Ricardo D. Risso         | 249                | 569              |
| Partido Nacional Independiente                      | Nicomedess Galarraga     | 320                | 569              |
| Unión Cívica del Uruguay                            | Jaime L. Castro Maziotta | 384                | 384              |
| Partido Comunista                                   | Urbana Artigas           | 99                 | 99               |
| Partido Socialista                                  | Simón López Aspiroz      | 156                | 156              |

### Colonia
| Partido político               | Candidato          | Votos al candidato | Votos al partido |
| ------------------------------ | ------------------ | ------------------ | ---------------- |
| Partido Colorado               | Vicente I. García  | 8.516              | 21.272           |
| Partido Colorado               | Lelio T. Benedetti | 7.581              | 21.272           |
| Partido Colorado               | Guillermo Newton   | 5.167              | 21.272           |
| Partido Colorado               | Votos al lema      | 4                  | 21.272           |
| Partido Blanco                 | Eugenio R. Pineda  | 15.080             | 15.080           |
| Partido Nacional Independiente | Angel G. Fortunato | 3.176              | 3.176            |
| Unión Cívica del Uruguay       | Juan Ángel Muchada | 1.341              | 1.341            |
| Partido Comunista              | José María Zinola  | 286                | 286              |
| Partido Socialista             | Norberto Faedo     | 415                | 415              |

### Durazno
| Partido político               | Candidato                 | Votos al candidato | Votos al partido |
| ------------------------------ | ------------------------- | ------------------ | ---------------- |
| Partido Colorado               | Agustín F. Faraunt        | 1.308              | 9.354            |
| Partido Colorado               | Ramiro Pucurull           | 8.037              | 9.354            |
| Partido Colorado               | Votos al lema             | 9                  | 9.354            |
| Partido Nacional               | Silvestre O. Landoni      | 5.398              | 9.500            |
| Partido Nacional               | Juan Gregorio González    | 4.098              | 9.500            |
| Partido Nacional               | Votos al lema             | 4                  | 9.500            |
| Partido Nacional Independiente | Eduardo J. Pastor         | 3.902              | 3.902            |
| Unión Cívica del Uruguay       | Bautista Díaz González    | 429                | 429              |
| Partido Comunista              | Roberto Francisco Aguirre | 98                 | 98               |
| Partido Socialista             | Francisco Lombardi        | 87                 | 87               |

### Flores
| Partido político               | Candidato                | Votos al candidato | Votos al partido |
| ------------------------------ | ------------------------ | ------------------ | ---------------- |
| Partido Colorado               | Cayetano González        | 102                | 4.398            |
| Partido Colorado               | Pastor S. Ortiz          | 1.714              | 4.398            |
| Partido Colorado               | Ricardo Medero Houget    | 2.060              | 4.398            |
| Partido Colorado               | Federico Debellis        | 521                | 4.398            |
| Partido Colorado               | Votos al lema            | 1                  | 4.398            |
| Partido Nacional               | Alfredo Puig Spangenberg | 5.250              | 5.250            |
| Partido Nacional Independiente | Roberto Irazábal         | 1.518              | 1.518            |
| Unión Cívica del Uruguay       | Arturo Irazábal          | 489                | 489              |
| Partido Comunista              | Alcira Legaspi           | 36                 | 36               |
| Partido Socialista             | José Alberto Castro      | 45                 | 45               |

### Florida
| Partido político               | Candidato                  | Votos al candidato | Votos al partido |
| ------------------------------ | -------------------------- | ------------------ | ---------------- |
| Partido Colorado               | Juan Tomás y Campá         | 2.976              | 12.754           |
| Partido Colorado               | Manuel B. Pereira          | 9.775              | 12.754           |
| Partido Colorado               | Votos al lema              | 3                  | 12.754           |
| Partido Nacional               | Alberto Gallinal Heber     | 7.466              | 14.637           |
| Partido Nacional               | Antonio M. Fernández       | 7.155              | 14.637           |
| Partido Nacional               | Votos al lema              | 16                 | 14.637           |
| Partido Nacional Independiente | Ariosto Balles             | 333                | 1.371            |
| Partido Nacional Independiente | Víctor Gonzáles y Gonzáles | 1.038              | 1.371            |
| Unión Cívica del Uruguay       | Tomás Carreto              | 440                | 440              |
| Partido Comunista              | Pedro Sanglar              | 147                | 147              |
| Partido Socialista             | Juan M. Irureta            | 69                 | 69               |

### Lavalleja
| Partido político                  | Candidato                  | Votos al candidato | Votos al partido |
| --------------------------------- | -------------------------- | ------------------ | ---------------- |
| Partido Colorado                  | Joaquín J. Rodríguez Pérez | 3.751              | 12.973           |
| Partido Colorado                  | Juan A. Maldonado          | 9.211              | 12.973           |
| Partido Colorado                  | Votos al lema              | 11                 | 12.973           |
| Partido Blanco (Partido Nacional) | Pedro Zabalza Arrospide    | 14.056             | 14.056           |
| Unión Cívica del Uruguay          | Carlos J. Freire           | 562                | 562              |
| Partido Comunista                 | Felipe Marichal            | 197                | 197              |
| Partido Socialista                | Zelmar Riccetto            | 90                 | 90               |

### Maldonado
| Partido político               | Candidato               | Votos al candidato | Votos al partido |
| ------------------------------ | ----------------------- | ------------------ | ---------------- |
| Partido Colorado               | Ernesto F. Paravís      | 9.188              | 14.069           |
| Partido Colorado               | Armando Pérez Luaces    | 4.859              | 14.069           |
| Partido Colorado               | Votos al lema           | 22                 | 14.069           |
| Partido Nacional               | Oscar Olmos Magallanes  | 497                | 4.842            |
| Partido Nacional               | Victoriano R. Suárez    | 4.340              | 4.842            |
| Partido Nacional               | Votos al lema           | 5                  | 4.842            |
| Partido Nacional Independiente | Ramón Díaz              | 1.549              | 1.870            |
| Partido Nacional Independiente | Alejandro Requena Muñoz | 321                | 1.870            |
| Unión Cívica del Uruguay       | Francisco L. Ribeiro    | 580                | 580              |
| Partido Demócrata              | Edmundo Homero Parga    | 288                | 288              |
| Partido Comunista              | José Pedro Medina       | 152                | 152              |
| Partido Socialista             | Cirilo Larrosa          | 92                 | 92               |

### Montevideo
| Partido político                 | Candidato            | Votos al candidato | Votos al partido |
| -------------------------------- | -------------------- | ------------------ | ---------------- |
| Partido Colorado                 | Germán Barbato       | 136.862            | 170.445          |
| Partido Colorado                 | Facundo Machado      | 33.560             | 170.445          |
| Partido Colorado                 | Votos al lema        | 23                 | 170.445          |
| Unión Vecinal (Partido Nacional) | Fernández Crespo     | 83.134             | 107.009          |
| Unión Vecinal (Partido Nacional) | Ramón Viña           | 25.854             | 107.009          |
| Unión Vecinal (Partido Nacional) | Votos al lema        | 21                 | 107.009          |
| Partido Nacional Independiente   | J. Domingo Cruz      | 996                | 8.279            |
| Partido Nacional Independiente   | Gonzalo García Otero | 1.704              | 8.279            |
| Partido Nacional Independiente   | Cayetano Carcavallo  | 4.713              | 8.279            |
| Partido Nacional Independiente   | Conrado H. Hughes    | 864                | 8.279            |
| Partido Nacional Independiente   | Votos al lema        | 2                  | 8.279            |
| Unión Cívica del Uruguay         | Rafael Ruano         | 14.119             | 14.119           |
| Partido Comunista                | Rodney Arismendi     | 13.835             | 13.835           |
| Partido Socialista               | Líber Troitiño       | 9.286              | 9.286            |
| La Concordia Laborista           | Domingo Tortorelli   | 43                 | 43               |

### Paysandú
| Partido político                                               | Candidato             | Votos al candidato | Votos al partido |
| -------------------------------------------------------------- | --------------------- | ------------------ | ---------------- |
| Partido Colorado                                               | José Acquistapace     | 13.902             | 13.902           |
| Unión Blanca por la Reconquista de Paysandú (Partido Nacional) | Manuel Martínez Haedo | 12.278             | 12.278           |
| Unión Cívica del Uruguay                                       | Miguel Saralegui      | 1.070              | 1.070            |
| Partido Comunista                                              | Elbio Camarota        | 270                | 270              |

### Río Negro
| Partido político                                     | Candidato           | Votos al candidato | Votos al partido |
| ---------------------------------------------------- | ------------------- | ------------------ | ---------------- |
| Partido Colorado                                     | Gerardo J. Gasaniga | 4.472              | 5.477            |
| Partido Colorado                                     | Ronald G. Ricketts  | 1.003              | 5.477            |
| Partido Colorado                                     | Votos al lema       | 2                  | 5.477            |
| Partido "Autonomía Departamental" (Partido Nacional) | Gregorio Bergereau  | 2.621              | 2.926            |
| Partido "Autonomía Departamental" (Partido Nacional) | Alfonso Bartaburu   | 1.303              | 2.926            |
| Partido "Autonomía Departamental" (Partido Nacional) | Votos al lema       | 2                  | 2.926            |
| Partido Nacional Independiente                       | Vicente Irigoyen    | 1.673              | 1.673            |
| Unión Cívica del Uruguay                             | Justo Leal Roldan   | 247                | 247              |
| Partido Comunista                                    | Eledoro Nobelasco   | 308                | 308              |
| Partido Socialista                                   | Oscar Sainz         | 212                | 212              |

### Rivera
Si bien Bernardo Ferreira Ávila del Partido Colorado fue elegido como Intendente, renunció al ser convocado, proclamándose en su lugar a su primer suplente, Orlando V. Gil.
| Partido político                                     | Candidato               | Votos al candidato | Votos al partido |
| ---------------------------------------------------- | ----------------------- | ------------------ | ---------------- |
| Partido Colorado                                     | Maximiliano Luz         | 7.838              | 15.762           |
| Partido Colorado                                     | Bernardo Ferreira Avila | 7.924              | 15.762           |
| Partido Por el Progreso de Rivera (Partido Nacional) | Ramón Esperón           | 10.772             | 10.772           |
| Unión Cívica del Uruguay                             | Raúl Berruti Pellegrino | 365                | 365              |
| Partido Comunista                                    | Euclides Díaz           | 248                | 248              |

### Rocha
Si bien Víctor Galcerán Fonseca del Partido Colorado fue elegido como Intendente, renunció al ser convocado, proclamándose en su lugar a su primer suplente, el Dr. Mario Sobrero.
| Partido político               | Candidato               | Votos al candidato | Votos al partido |
| ------------------------------ | ----------------------- | ------------------ | ---------------- |
| Partido Colorado               | Medardo Alfredo Silvera | 5.585              | 14.312           |
| Partido Colorado               | Víctor Galcerán Fonseca | 8.718              | 14.312           |
| Partido Colorado               | Votos al lema           | 9                  | 14.312           |
| Partido Nacional               | Héctor Fernández Graña  | 4.331              | 6.592            |
| Partido Nacional               | Juan María Machado      | 2.254              | 6.592            |
| Partido Nacional               | Votos al lema           | 7                  | 6.592            |
| Partido Nacional Independiente | Nilo Mendoza Amaral     | 5.029              | 5.029            |
| Unión Cívica del Uruguay       | José R. Luna            | 383                | 383              |
| Partido Comunista              | Julián Prieto Pezzuto   | 176                | 176              |

### Salto
| Partido político               | Candidato            | Votos al candidato | Votos al partido |
| ------------------------------ | -------------------- | ------------------ | ---------------- |
| Partido Colorado               | Armando I. Barbieri  | 9.164              | 17.286           |
| Partido Colorado               | Raúl Cazabán         | 6.794              | 17.286           |
| Partido Colorado               | Juan F. Trindade     | 1.321              | 17.286           |
| Partido Colorado               | Votos al lema        | 7                  | 17.286           |
| Partido Nacional               | José Antonio Varela  | 7.988              | 7.988            |
| Partido Nacional Independiente | Luis Basso           | 1.355              | 1.852            |
| Partido Nacional Independiente | José G. da Silva     | 496                | 1.852            |
| Partido Nacional Independiente | Votos al lema        | 1                  | 1.852            |
| Unión Cívica del Uruguay       | Orestes Invevrnizzi  | 1.137              | 1.137            |
| Partido Socialista             | Aurelio V. Geronazzo | 486                | 486              |

### San José
| Partido político                                            | Candidato                    | Votos al candidato | Votos al partido |
| ----------------------------------------------------------- | ---------------------------- | ------------------ | ---------------- |
| Partido Colorado                                            | Humberto Franco Maglia       | 4.281              | 11.897           |
| Partido Colorado                                            | Juan Francisco Pieri         | 3.138              | 11.897           |
| Partido Colorado                                            | Julio Álvaro Agorio          | 4.475              | 11.897           |
| Partido Colorado                                            | Votos al lema                | 3                  | 11.897           |
| Partido Concentración Blanca de San José (Partido Nacional) | Neri T. Arriaga              | 8.035              | 15.494           |
| Partido Concentración Blanca de San José (Partido Nacional) | Ricardo F. Figares           | 7.454              | 15.494           |
| Partido Concentración Blanca de San José (Partido Nacional) | Votos al lema                | 5                  | 15.494           |
| Unión Cívica del Uruguay                                    | Luis Eduardo Arnábal Márquez | 868                | 868              |
| Partido Comunista                                           | Ernesto Vera                 | 189                | 189              |

### Soriano
| Partido político                               | Candidato            | Votos al candidato | Votos al partido |
| ---------------------------------------------- | -------------------- | ------------------ | ---------------- |
| Partido Colorado                               | Jesús M. Vizcaíno    | 2.459              | 14.381           |
| Partido Colorado                               | Zoilo Chelle         | 8.659              | 14.381           |
| Partido Colorado                               | Raúl Vázquez Ledesma | 3.262              | 14.381           |
| Partido Colorado                               | Votos al lema        | 1                  | 14.381           |
| Partido Unión Departamental (Partido Nacional) | Pedro G. Besozzi     | 10.877             | 10.877           |
| Partido Nacional Independiente                 | Salvador J. Vivas    | 3.992              | 3.992            |
| Unión Cívica del Uruguay                       | Germán Bonino Bidart | 757                | 757              |
| Partido Comunista                              | Francisco Andreolo   | 352                | 352              |
| Partido Socialista                             | Carlos H. Barboza    | 241                | 241              |

### Tacuarembó
| Partido político               | Candidato                | Votos al candidato | Votos al partido |
| ------------------------------ | ------------------------ | ------------------ | ---------------- |
| Partido Colorado               | Elbio T. Rivas           | 6.142              | 14.662           |
| Partido Colorado               | Raúl Saturnino Goyenola  | 8.508              | 14.662           |
| Partido Colorado               | Votos al lema            | 12                 | 14.662           |
| Partido Nacional               | Toribio Olaso            | 4.546              | 9.322            |
| Partido Nacional               | José P. Bruno            | 4.502              | 9.322            |
| Partido Nacional               | Manuel E. Duarte Olivera | 271                | 9.322            |
| Partido Nacional               | Votos al lema            | 3                  | 9.322            |
| Partido Nacional Independiente | Sergio C. Arbiza         | 2.181              | 2.181            |
| Unión Cívica del Uruguay       | Luis Santos Dini         | 602                | 602              |
| Partido Comunista              | Factor Barreto           | 229                | 229              |
| Partido Socialista             | Orestes Cavalheiro       | 79                 | 79               |

### Treinta y Tres
| Partido político                                  | Candidato              | Votos al candidato | Votos al partido |
| ------------------------------------------------- | ---------------------- | ------------------ | ---------------- |
| Partido Colorado                                  | Longino Guasque        | 3.860              | 9.053            |
| Partido Colorado                                  | Mario Goyenola         | 5.183              | 9.053            |
| Partido Colorado                                  | Votos al lema          | 10                 | 9.053            |
| Unión Blanca de Treinta y Tres (Partido Nacional) | Valentín Cossio        | 4.830              | 9.620            |
| Unión Blanca de Treinta y Tres (Partido Nacional) | Pedro Méndez Vallony   | 616                | 9.620            |
| Unión Blanca de Treinta y Tres (Partido Nacional) | Ortelio Méndez Techera | 4.173              | 9.620            |
| Unión Blanca de Treinta y Tres (Partido Nacional) | Votos al lema          | 1                  | 9.620            |
| Unión Cívica del Uruguay                          | Juan Francisco López   | 72                 | 72               |
| Partido Comunista                                 | Ismael Almenar         | 81                 | 81               |

## Plebiscito
Conjuntamente con estas elecciones, la ciudadanía tuvo que expedirse respecto a un plebiscito de reforma constitucional. De acuerdo a la legislación electoral vigente en ese momento, para que se aprobara eran necesarios los votos afirmativos del 35% de los ciudadanos habilitados. De un total de 1.168.206 personas este porcentaje representaba 408.872, mientras que el plebiscito terminó alcanzando apenas los 2.128 votos, por lo cual se consideró rechazado.

## Curiosidades
La famosa frase "Como el Uruguay no hay" fue acuñada en estas elecciones por militantes batllistas, en medio de la euforia por un país que no cesaba de crecer, con un bienestar que le merecía el nombre de "Suiza de América", y que también había conseguido la Copa Mundial de Fútbol por segunda vez.